# マセラティ・チュバスコ
マセラティ・チュバスコ (Maserati Chubasco) は1990年に発表されたコンセプトカーである。

## 概要
チュバスコという車名は中南米で吹く風にちなんで名付けられた。2シーターのスポーツモデルで、デザインはマルチェロ・ガンディーニによるもの。フロントには3つのインテークがあり、エンジン冷却だけでなくダウンフォースの強化も目的としている。チュバスコはリトラクタブルヘッドライトやシザーズドア、電動サンルーフなどを備えている。
エンジンはシャマルの3.2L V型8気筒ツインターボエンジンを搭載し、6速MTと組み合わせて430馬力を発揮する。
生産コストがかさむため、量産はされなかった。プロトタイプはモデナのパニーニモーターミュージアムに展示されている。

## 参照
1. ↑  https://books.google.it/books?hl=it&id=QxjTp9qCIggC&dq=Maserati+Chubasco&focus=searchwithinvolume&q=+Chubasco
2. ↑  https://books.google.it/books?hl=it&id=tpY7AQAAIAAJ&dq=Maserati+Chubasco&focus=searchwithinvolume&q=+Chubasco
3. ↑  https://supercarnostalgia.com/blog/maserati-chubasco?rq=chubasco
4. ↑  https://www.conceptcarz.com/vehicle/z5725/maserati-chubasco.aspx